# Dave Culross
David Culross (Shirley, New York, 9. ožujka 1975.) američki je death metal-bubnjar. Najpoznatiji je kao član sastava Malevolent Creation. Također je svirao sa sastavima kao što su Suffocation, Incantation, Mortician, Disgorged i HatePlow.

## Uzori
Culross je Axela Van Halena, Frankiea Banalia, Charlieja Benantea, Larsa Ulricha i Davea Lombardoa smatrao svojim prvim uzorima. Njegovi kasniji uzori bili su Steve Smith, Vinnie Colaiuta, Bobby Jarzombek, Gene Hoglan i Kai Hahto.

## Diskografija
Disgorged
- Breed for Me (1992.)
- Thy Hideous Wake (1993.)
- Promo Tape 1994 (1994.)
- The Unspeakable Revived / Abolish in Thorns (2002.)
- Complete Discography (2022.)

HatePlow
- The Only Law Is Survival (2000.)
- Moshpit Murder (2004.)

Malevolent Creation
- Eternal (1995.)
- The Fine Art of Murder (1998.)
- Envenomed (2000.)
- Warkult (2004.)
- Doomsday X (2007.)

Phantasmagoria
- Demo 1990 (1990.)

Suffocation
- Despise the Sun (1998.)
- Pinnacle of Bedlam (2013.)

Gorgasm
- Morbid Overgrowth / Stripped to Bone (2000.)
- Bleeding Profusely (2001.)

Incantation
- The Infernal Storm (2000.)